# 昆池岩站
昆池岩站（：／ Gonjiam yeok */?）是京江線沿線的一座高架車站，位於韓國京畿道廣州市昆池岩邑昆池岩里。韓語副站名是「東元大」（동원대），不過東元大學與車站位址實際上約距離5.6公里，並非位在車站周邊。

## 車站結構
站體為2面4線雙島式月台的高架車站，候車月台設有月台幕門。
待避的設計原本是為了供急行列車的通過之用，但由於急行列車從未運行，待避線也從未使用。

### 月台配置
| ↑ 草月       |
| 上 \| 下 \|  |
| 新屯陶藝村 ↓ |

| 月台 | 路線              | 目的地               |
| ---- | ----------------- | -------------------- |
| 上行 | ●首都圈電鐵京江線 | 草月、二梅、板橋方向 |
| 下行 | ●首都圈電鐵京江線 | 利川、夫鉢、驪州方向 |

## 歷史
- 2016年9月24日：落成啟用。

## 車站周邊
- 昆池岩城際客運站（朝鲜语：곤지암시외버스터미널）
- 昆池岩邑事務所
- 昆池岩初等學校
- 昆池岩中學
- 昆池岩高校
- 昆池岩川
- 京畿陶瓷博物館

## 圖片

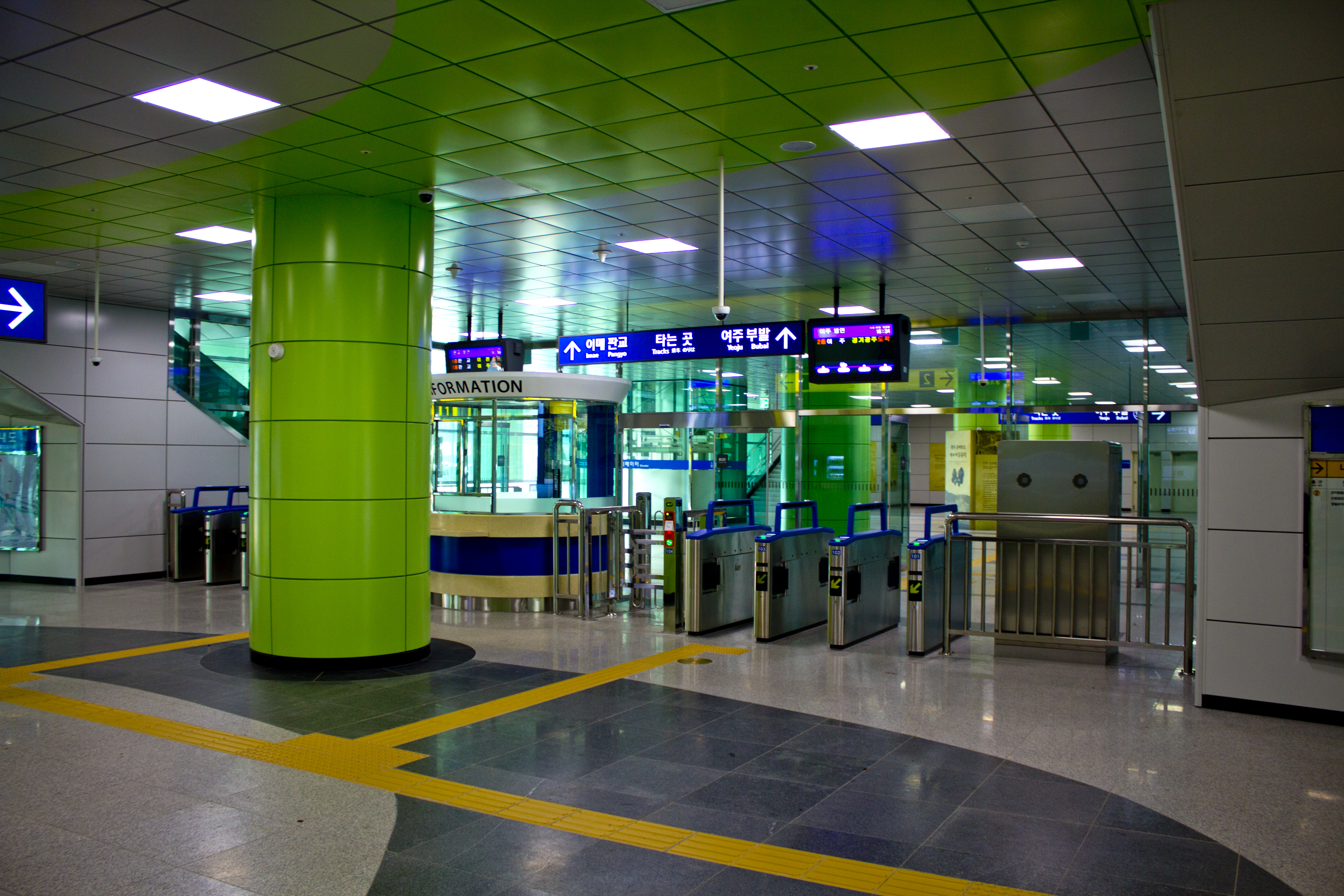
剪票閘口
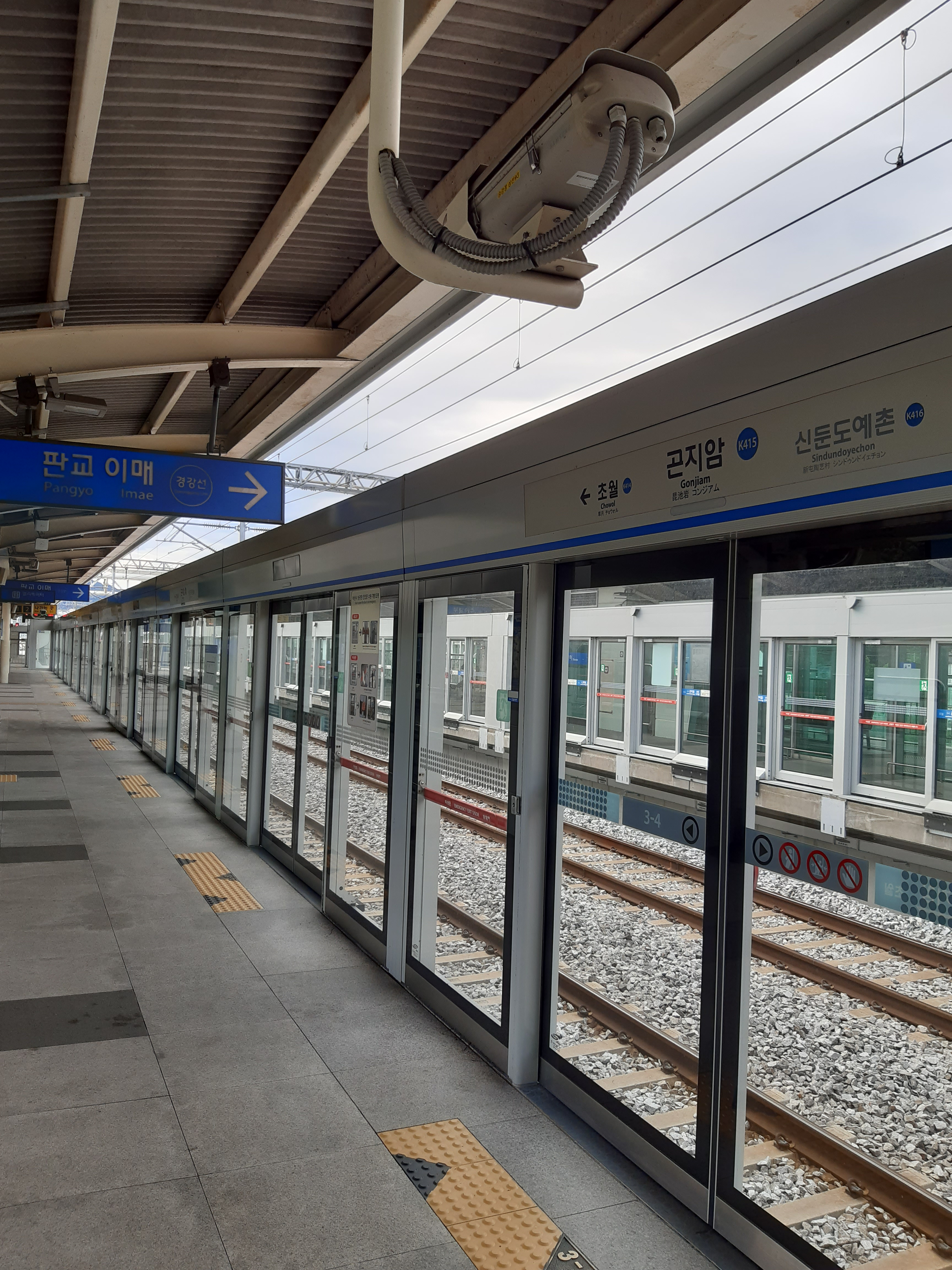
候車月台
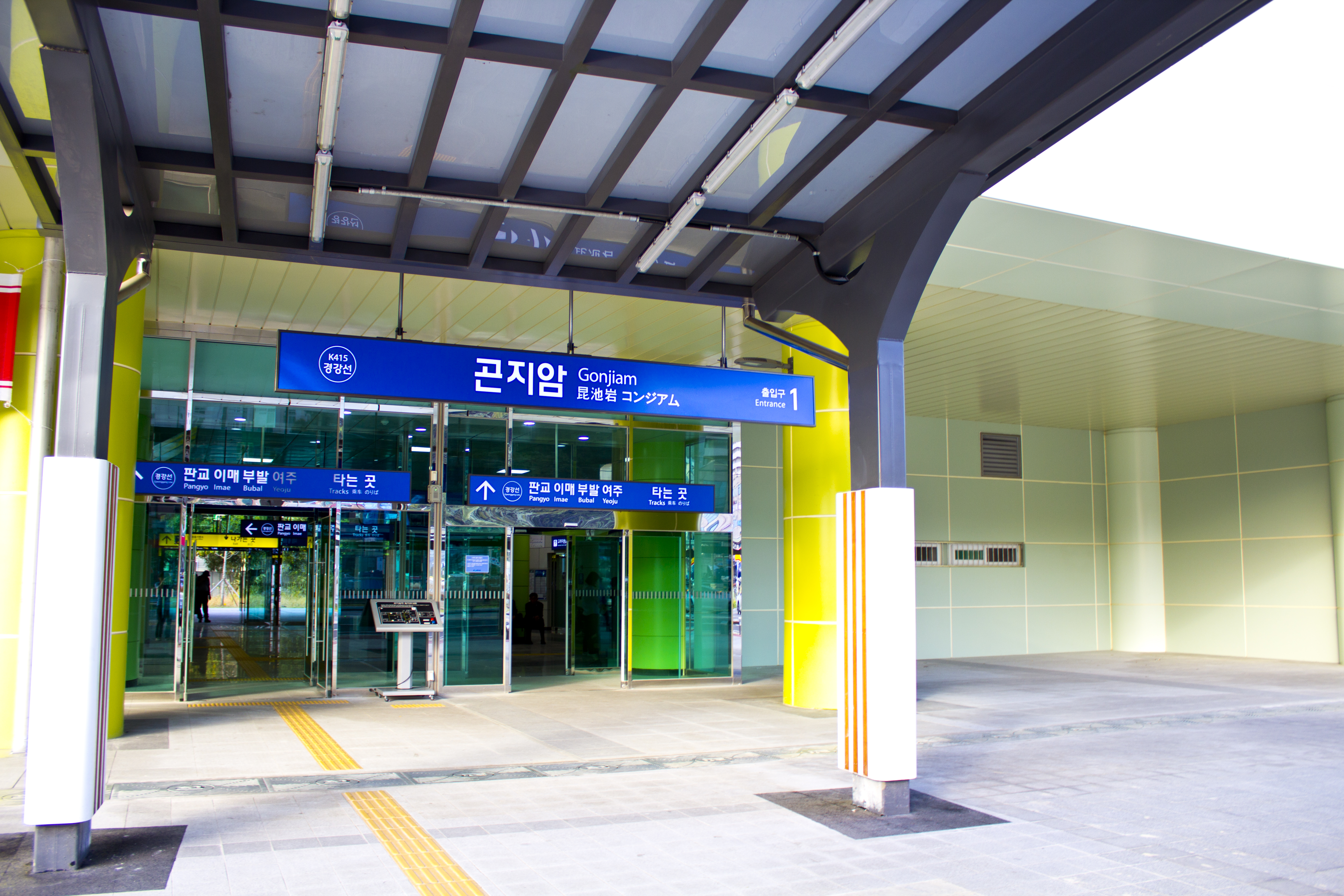
1號出口
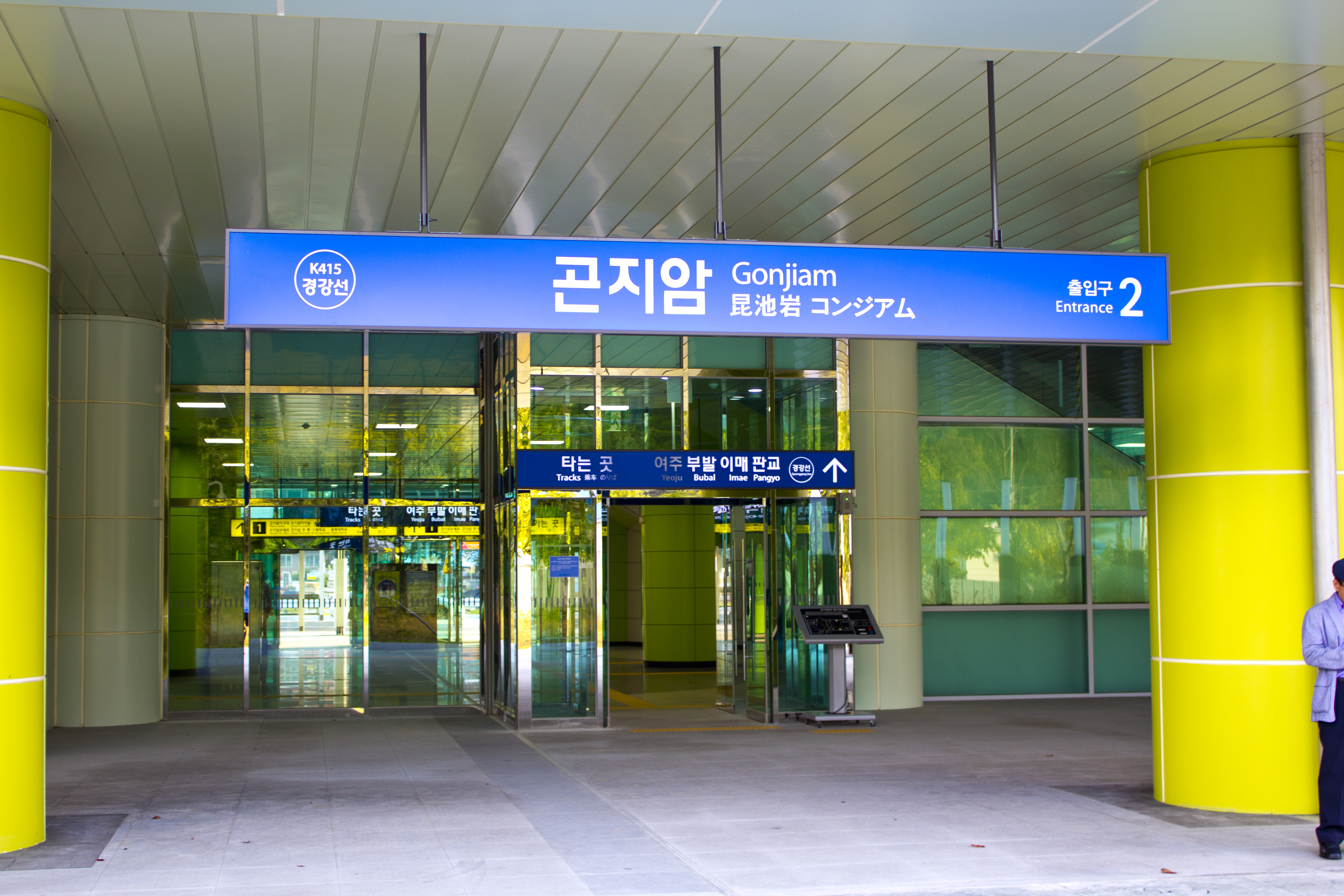
2號出口
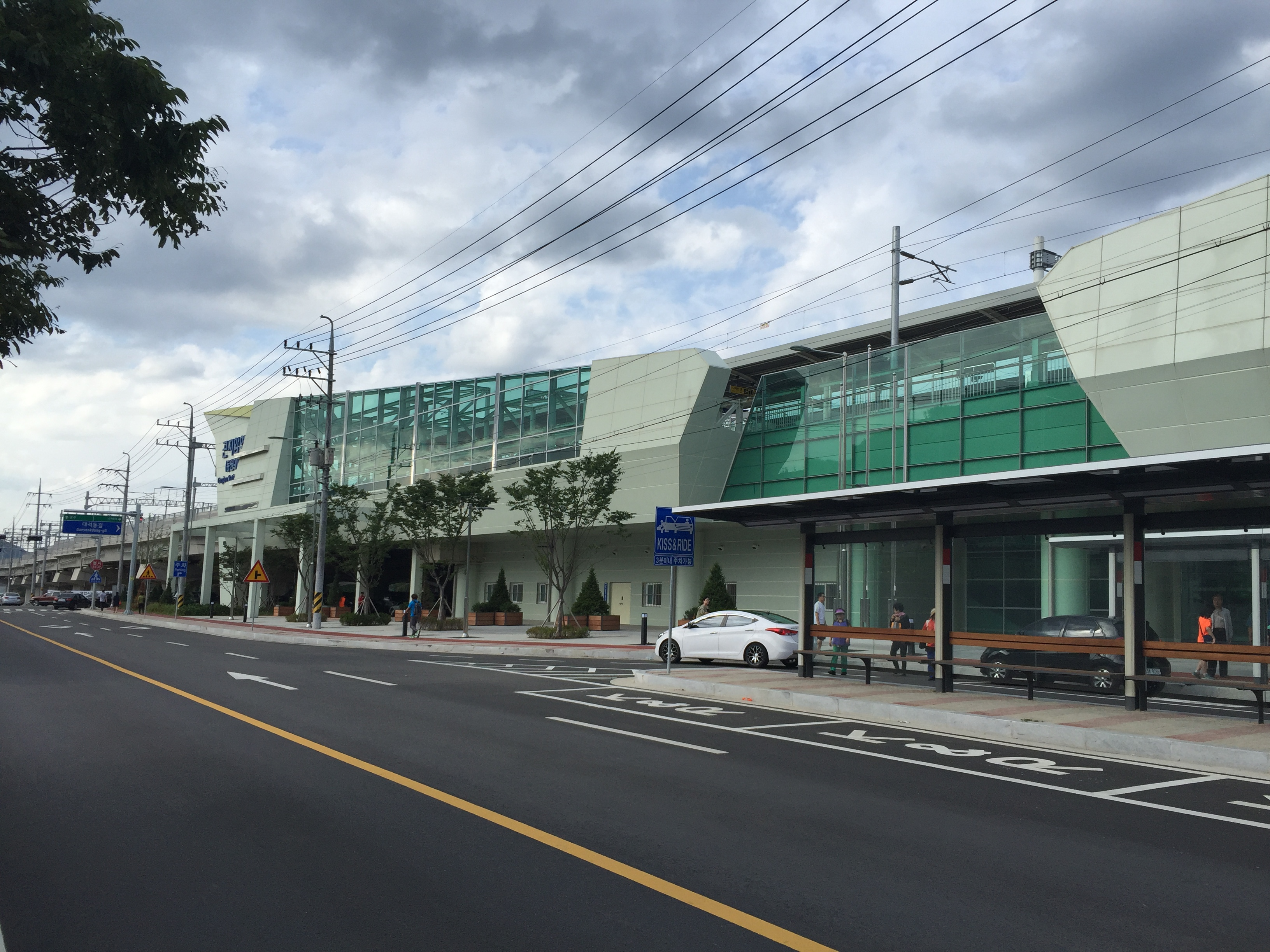
車站建築

## 相鄰車站
韓國鐵道公社
●首都圈電鐵京江線
草月（K414）－昆池岩（K415）－新屯陶藝村（K416）